# Llista d'ocells d'Haití
Aquesta llista d'ocells d'Haití inclou totes les espècies d'ocells trobats a Haití: 262, de les quals 1 n'és un endemisme, 14 estan globalment amenaçades d'extinció i 6 hi foren introduïdes.
Els ocells s'ordenen per ordre i família.

## Podicipediformes

### Podicipedidae
- Tachybaptus dominicus
- Podilymbus podiceps

## Procellariiformes

### Procellariidae
- Pterodroma hasitata
- Puffinus lherminieri

### Hydrobatidae
- Oceanodroma leucorhoa

## Pelecaniformes

### Phaethontidae
- Phaethon aethereus
- Phaethon lepturus

### Pelecanidae
- Pelecanus occidentalis

### Sulidae
- Sula dactylatra
- Sula sula
- Sula leucogaster

### Phalacrocoracidae
- Phalacrocorax auritus
- Phalacrocorax brasilianus

### Anhingidae
- Anhinga anhinga

### Fregatidae
- Fregata magnificens

## Ciconiiformes

### Ardeidae
- Ardea herodias
- Ardea alba
- Egretta rufescens
- Egretta tricolor
- Egretta caerulea
- Egretta thula
- Bubulcus ibis
- Butorides virescens
- Nycticorax nycticorax
- Nyctanassa violacea
- Ixobrychus exilis
- Botaurus lentiginosus

### Ciconiidae
- Mycteria americana

### Ciconiiformes
- Eudocimus albus
- Plegadis falcinellus
- Platalea ajaja

## Phoenicopteriformes

### Phoenicopteridae
- Phoenicopterus ruber

## Anseriformes

### Anatidae
- Dendrocygna bicolor
- Dendrocygna viduata
- Dendrocygna arborea
- Chen caerulescens
- Aix sponsa
- Anas penelope
- Anas americana
- Anas carolinensis
- Anas acuta
- Anas bahamensis
- Anas discors
- Anas clypeata
- Aythya collaris
- Aythya affinis
- Lophodytes cucullatus
- Nomonyx dominica
- Oxyura jamaicensis

## Falconiformes

### Cathartidae
- Cathartes aura

### Pandionidae
- Pandion haliaetus

### Accipitridae
- Circus cyaneus
- Accipiter striatus
- Buteo ridgwayi
- Buteo jamaicensis

### Falconidae
- Falco sparverius
- Falco columbarius
- Falco peregrinus

## Galliformes

### Odontophoridae
- Colinus virginianus

## Galliformes

### Phasianidae
- Gallus gallus

### Numididae
- Numida meleagris

## Gruiformes

### Aramidae
- Aramus guarauna

### Rallidae
- Laterallus jamaicensis
- Rallus longirostris
- Porzana carolina
- Porzana flaviventer
- Pardirallus maculatus
- Porphyrio martinica
- Gallinula chloropus
- Fulica americana
- Fulica caribaea

## Charadriiformes

### Jacanidae
- Jacana spinosa

### Haematopodidae
- Haematopus palliatus

### Recurvirostridae
- Himantopus mexicanus

### Burhinidae
- Burhinus bistriatus

### Charadriidae
- Pluvialis dominica
- Pluvialis squatarola
- Charadrius semipalmatus
- Charadrius wilsonia
- Charadrius vociferus
- Charadrius melodus
- Charadrius alexandrinus

### Scolopacidae
- Gallinago delicata
- Limnodromus griseus
- Limosa haemastica
- Limosa fedoa
- Numenius phaeopus
- Bartramia longicauda
- Tringa melanoleuca
- Tringa flavipes
- Tringa solitaria
- Actitis macularia
- Catoptrophorus semipalmatus
- Arenaria interpres
- Calidris canutus
- Calidris alba
- Calidris pusilla
- Calidris mauri
- Calidris minutilla
- Calidris fuscicollis
- Calidris melanotos
- Calidris alpina
- Calidris himantopus
- Tryngites subruficollis

### Stercorariidae
- Stercorarius pomarinus
- Stercorarius longicaudus

### Laridae
- Larus delawarensis
- Larus marinus
- Larus smithsonianus
- Larus philadelphia
- Larus atricilla

### Sternidae
- Sterna nilotica
- Sterna caspia
- Sterna sandvicensis
- Sterna maxima
- Sterna dougallii
- Sterna hirundo
- Sterna forsteri
- Sterna antillarum
- Sterna anaethetus
- Sterna fuscata
- Chlidonias niger
- Anous stolidus

### Rynchopidae
- Rynchops niger

## Columbiformes

### Columbidae
- Columba livia
- Patagioenas leucocephala
- Patagioenas squamosa
- Patagioenas inornata
- Zenaida macroura
- Zenaida aurita
- Zenaida asiatica
- Columbina passerina
- Geotrygon caniceps
- Geotrygon chrysia
- Geotrygon montana

## Psittaciformes

### Psittacidae
- Aratinga chloroptera
- Amazona ventralis

## Cuculiformes

### Cuculidae
- Coccyzus erythropthalmus
- Coccyzus americanus
- Coccyzus minor
- Saurothera longirostris
- Hyetornis pluvialis
- Hyetornis rufigularis
- Crotophaga ani

## Strigiformes

### Tytonidae
- Tyto glaucops
- Tyto alba

### Strigidae
- Athene cunicularia
- Asio stygius
- Asio flammeus

## Caprimulgiformes

### Nyctibiidae
- Nyctibius jamaicensis

### Caprimulgidae
- Chordeiles minor
- Chordeiles gundlachii
- Siphonorhis brewsteri
- Caprimulgus carolinensis
- Caprimulgus ekmani

## Apodiformes

### Apodidae
- Cypseloides niger
- Streptoprocne zonaris
- Chaetura pelagica
- Tachornis phoenicobia

## Trochiliformes

### Trochilidae
- Anthracothorax dominicus
- Chlorostilbon swainsonii
- Mellisuga minima
- Archilochus colubris

## Trogoniformes

### Trogonidae
- Priotelus roseigaster

## Coraciiformes

### Alcedinidae
- Ceryle alcyon

### Todidae
- Todus subulatus
- Todus angustirostris

## Piciformes

### Picidae
- Nesoctites micromegas
- Melanerpes striatus
- Sphyrapicus varius

## Passeriformes

### Tyrannidae
- Elaenia fallax
- Contopus hispaniolensis
- Myiarchus stolidus
- Tyrannus dominicensis
- Tyrannus caudifasciatus

### Hirundinidae
- Progne subis
- Progne dominicensis
- Tachycineta bicolor
- Tachycineta euchrysea
- Stelgidopteryx serripennis
- Riparia riparia
- Petrochelidon fulva
- Hirundo rustica

### Regulidae
- Regulus calendula

### Bombycillidae
- Bombycilla cedrorum

### Hypocoliidae
- Dulus dominicus

### Mimidae
- Dumetella carolinensis
- Mimus polyglottos
- Margarops fuscatus

### Turdidae
- Myadestes genibarbis
- Catharus fuscescens
- Catharus minimus
- Catharus bicknelli
- Catharus ustulatus
- Turdus plumbeus
- Turdus swalesi

### Corvidae
- Corvus palmarum
- Corvus leucognaphalus

### Ploceidae
- Ploceus cucullatus

### Estrildidae
- Lonchura punctulata

### Vireonidae
- Vireo crassirostris
- Vireo nanus
- Vireo flavifrons
- Vireo altiloquus

### Parulidae
- Vermivora pinus
- Vermivora chrysoptera
- Vermivora peregrina
- Parula americana
- Dendroica petechia
- Dendroica pensylvanica
- Dendroica magnolia
- Dendroica tigrina
- Dendroica caerulescens
- Dendroica coronata
- Dendroica virens
- Dendroica fusca
- Dendroica dominica
- Dendroica pinus
- Dendroica discolor
- Dendroica palmarum
- Dendroica castanea
- Dendroica striata
- Mniotilta varia
- Setophaga ruticilla
- Protonotaria citrea
- Helmitheros vermivorus
- Seiurus aurocapilla
- Seiurus noveboracensis
- Seiurus motacilla
- Oporornis formosus
- Oporornis agilis
- Oporornis philadelphia
- Geothlypis trichas
- Microligea palustris
- Wilsonia citrina
- Xenoligea montana

### Coerebidae
- Coereba flaveola

### Thraupidae
- Phaenicophilus palmarum
- Phaenicophilus poliocephalus
- Calyptophilus tertius
- Calyptophilus frugivorus
- Piranga olivacea
- Spindalis dominicensis
- Euphonia musica

### Emberizidae
- Tiaris olivacea
- Tiaris bicolor
- Loxigilla violacea
- Ammodramus savannarum
- Zonotrichia capensis

### Cardinalidae
- Pheucticus ludovicianus
- Passerina caerulea
- Passerina cyanea

### Icteridae
- Dolichonyx oryzivorus
- Agelaius humeralis
- Quiscalus niger
- Molothrus bonariensis
- Icterus galbula
- Icterus dominicensis

### Fringillidae
- Loxia megaplaga
- Loxia leucoptera
- Carduelis dominicensis

### Passeridae
- Passer domesticus[1]